# Погребняк, Маркиан Петрович
Маркиан Петрович Погребняк (15 ноября 1902 года, м. Кишеньки, Полтавская губерния, Российская империя — 14 сентября 1976 года, Минск, СССР) — советский военачальник, генерал-майор (11.07.1945), представлялся к присвоению звания Герой Советского Союза (1944).

## Биография
Родился 15 ноября 1902 года в местечке Кишеньки (ныне Кобелякский район, Полтавская область, Украина). Украинец.

### Военная служба

#### Межвоенные годы
В ноябре 1924 года призван в РККА и зачислен в 75-й стрелковый полк 25-й Чапаевской стрелковой дивизии в городе Кременчуг. В сентябре 1925 года командирован в Одесскую пехотную школу, по окончании которой в сентябре 1928 года направлен в пограничные войска. Член ВКП(б) с 1926 года. В течение 5 лет проходил службу в 25-м Молдавском пограничном отряде войск ОГПУ Западного пограничного округа в должностях помощником начальника заставы по политчасти, командира взвода, начальника заставы. В сентябре 1933 года назначен начальником полковой школы 28-го полка войск ОГПУ, в марте 1937 года — начальником маневренной группы 2-го Рыбницкого пограничного отряда. В том же году заочно окончил Высшую педагогическую школу в Москве. С апреля 1939 года — начальник 2-го отделения штаба этого же пограничного отряда. С мая 1940 года — начальник учебно-строевой части, с апреля 1941 года — начальник окружной школы младшего начсостава пограничных войск НКВД УССР (ЗапОВО).

#### Великая Отечественная война
С началом войны в составе школы принимал участие в приграничном сражении и Киевской оборонительной операции: в боях на реке Сан, под городами Львов, Коростень, Проскуров, Винница, Житомир, Киев. В течение сентября командовал 3-м истребительским партизанским полком в Житомирской и Киевской областях. С ноября командовал 18-м пограничным полком на Юго-Западном и Брянском фронтах. В марте 1942 года отозван с фронта в Москву и направлен на Дальний Восток в Хабаровский пограничный округ для усиления и передачи боевого опыта. По прибытии к новому месту службы Погребняк назначен заместителем начальника 63-го пограничного отряда НКВД в городе Биробиджан.
С сентября состоял в распоряжении начальника пограничных войск НКВД СССР, в ноябре назначен командиром 40-го Амурского стрелкового полка 102-й Дальневосточной стрелковой дивизии Отдельной армии войск НКВД. После передачи армии в состав Красной армии с 7 февраля 1943 года она переименована в 70-ю армию, передислоцирована на Центральный фронт, где вела боевые действия на севском направлении. Летом 1943 года 40-й Амурский стрелковый полк в составе дивизии участвовал в Курской битве. 9 июня 1943 года Погребняк был легко ранен. В августе 1943 года дивизия вошла в 48-ю армию (с 20 октября 1943 г. Белорусского фронта) и участвовала в Черниговско-Припятской и Гомельско-Речицкой наступательных операциях. Отличилась при освобождении городов Новгород-Северский и Гомель, была удостоена почетного наименования «Новгород-Северская» и награждена орденом Красного Знамени. 10 декабря 1943 года полковник Погребняк назначен заместителем командира 102-й Дальневосточной стрелковой Новгород-Северской Краснознаменной дивизии, а 30 января 1944 года — командиром дивизии. В январе — феврале дивизия под его командованием вела боевые действия на бобруйском направлении, находясь в составе 25-го стрелкового корпуса. В дальнейшем до конца войны дивизия воевала в составе 29-го стрелкового корпуса той же армии на Белорусском (с 24 февраля 1944 г. — 1-м Белорусском), 2-м Белорусском (с 22 сентября 1944 г.) и 3-м Белорусском (с 11 февраля 1945 г.) фронтах. Летом 1944 года участвовала в Белорусской наступательной операции, отличилась при освобождении Бобруйска. В последующем части вели наступательные бои на барановичско-брестском направлении.
7 июля  1944 года командир 29-го стрелкового корпуса генерал-майор А. М. Андреев за умелое и успешное руководство дивизией во время Бобруйской операции представил полковника М. П. Погребняка к присвоению звания Героя Советского Союза, командующий 48-й армией генерал-лейтенант П. Л. Романенко поддержал данное представление, однако вышестоящее командование снизило статус награды до ордена Ленина.
В сентябре 1944 года дивизия под командованием Погребняка вышла к реке Нарев, где перешли к обороне. В 1945 году дивизия участвовала в Восточно-Прусской наступательной операции. В конце марта вышла к заливу Фришес-Хафф и перешла к обороне.
За время войны комдив Погребняк был четыре раза упомянут в благодарственных приказах Верховного Главнокомандующего.
Участвовал в Параде Победы в Москве 24 июня 1945 года.

#### Послевоенное время
После войны генерал-майор Погребняк продолжал командовать этой дивизией в Кубанском ВО (с сентября 1945 г.). С марта 1946 года по март 1947 года проходил переподготовку на ВАК при Высшей военной академии им. К. Е. Ворошилова, затем назначен командиром 113-й отдельной стрелковой Сахалинской бригады ДВО в городе Южно-Сахалинск. С октября 1948 года командовал 15-й пулеметно-артиллерийской дивизией в составе 85-го стрелкового корпуса. В октябре 1950 года переведен в УрВО на должность командира 36-й отдельной стрелковой Мелитопольской Краснознаменной ордена Суворова бригады. С апреля по сентябрь 1951 года состоял в распоряжении ГУК, затем назначен военным комиссаром Брестского областного военкомата. В январе 1954 года переведен на ту же должность в Минский областной военкомат. 30 июля 1960 года генерал-майор Погребняк уволен в запас.
Умер 14 сентября 1976 года. Похоронен на Восточном (Московском) кладбище Минска.

## Награды
- орден Ленина (23.07.1944[8], 30.04.1954[9][10]
- пять орденов Красного Знамени (29.12.1941[11], 13.08.1943[12], 03.11.1944[13][10], 16.02.1945[14], 05.11.1954[10])
- орден Суворова III степени (16.02.1944)[15]
- орден Отечественной войны I степени (22.02.1944)[16]
  - медали в том числе:
  - «За оборону Киева» (1962)
  - «За победу над Германией в Великой Отечественной войне 1941—1945 гг.» (1945)
  - Медаль «За взятие Кёнигсберга» (1945)

Приказы (благодарности) Верховного Главнокомандующего в которых отмечен М. П. Погребняк.
- За форсирование реки Друть севернее города Рогачев, прорыв сильной, глубоко эшелонированную обороны противника на фронте протяжением 30 километров и захват более 100 населенных пунктов, среди которых Ректа, Озеране, Веричев, Заполье, Заболотье, Кнышевичи, Моисеевка, Мушичи, а также блокирование железной дороги Бобруйск — Лунинец в районе ст. Мошна, Черные Броды. 25 июня 1944 года. № 118.
- За овладение штурмом городом и крупной железнодорожной станцией Бобруйск — важным узлом коммуникаций и мощным опорным пунктом обороны немцев, прикрывающим направления на Минск и Барановичи. 29 июня 1944 года. № 125.
- За овладение городом Браунсберг — сильным опорным пунктом обороны немцев на побережье залива Фриш-Гаф. 20 марта 1945 года. № 303.
- За завершение ликвидации окружённой восточно-прусской группы немецких войск юго-западнее Кёнигсберга. 29 марта 1945 года. № 317.